# نظریه همدوسی
در فیزیک نظریه همدوسی علم مطالعهٔ نورشناسی فیزیکی است که تا حدی در برگیرنده مطالعهٔ نورهای همدوسی و منابع رادیویی است. منابعی که تا حدودی رادیویی هستند، منابعی هستند که زمان همدوسی یا طول همدوسی آنها توسط پهنای باند، تاثیرات حرارتی یا عوامل دیگر محدود می‌شود.
در حال حاضر بسیاری از مباحث نظریه همدوسی در مبحث نورشناسی فیزیکی بررسی و مطالعه می‌شود.
نظریه همدوسی برای نخستین بار در سال ۱۹۳۰ توسط فریتز زرنیکه (به هلندی: Frits Zernike)  (۱۶ ژوئیه ۱۸۸۸ - ۱۰ مارس ۱۹۶۶) فیزیکدان هلندی و دانشمندی به نام ون سیتترت بیان شد.

## مباحث زیر مجموعه نظریه همدوسی (به انگلیسی)
- Visibility
- Mutual coherence function
- Degree of coherence
- Self coherence function
- Coherence function
- Low frequency fluctuations
- General interference law
- Van Cittert–Zernike theorem
- Michelson stellar interferometer
- Correlation interferometry
- Hanbury–Brown and Twiss effect
- Phase-contrast microscope
- Pseudothermal light
- Englert–Greenberger duality relation
- Coherence Collapse